# 1360-е годы до н. э.
1360-е (ты́сяча три́ста шестидеся́тые) го́ды до на́шей э́ры по пролептическому юлианскому календарю — промежуток времени с 1 января 1369 года до н. э. по 31 декабря 1360 года до н. э., включающий с 1369 по 1361 годы 4-го десятилетия  и 1360 год 5-го десятилетия XIV века 2-го тысячелетия до н. э. Им предшествовали 1370-е годы до н. э., за ними следовали 1350-е годы до н. э. Они закончились 3385 лет назад.

## События

### Месопотамия
- 1365 до н. э. — царь Ашшур-убаллит I (1365—1330 до н. э.) правил Ассирией и являлся вассалом Митанни.
- 1364 до н. э. — Ашшур-убаллит I назвал себя братом фараона Аменхотепа III.

### Греция
- 1363 до н. э. — мифический фиванский царь Лабдак (1363—1315 до н. э.) сменил Полидора на троне.

### Малой Азии
- 1360 до н. э. — Тудхалия II (1360—1344 до н. э.) правит Хеттским царством.
- Ок. 1365 до н. э. — митаннийский царь Тушратта написал «письмо из Митанни» — крупнейший сохранившийся текст на хурритском языке.